# William Barton
William Renald Barton III (28 de setembro de 1950) é um escritor estadunidense de ficção científica, mais conhecido pelos romances escritos em conjunto com Michael Capobianco. Muitas de suas obras lidam com temas tais como a Guerra Fria, viagem espacial e space opera. 
Barton também tem escrito contos cujo foco é a sexualidade e moralidade humanas dentro de um arcabouço de FC tradicional. Já teve contos publicados na Asimov's e Sci Fiction.

## Obras
- Hunting on Kunderer; Agosto de 1973. ISBN 0-441-48245-7
- A Plague of All Cowards; Agosto de 1976. ISBN 0-441-66780-5
- Iris; com Michael Capobianco; Fevereiro de 1990. ISBN 0-385-26727-4
- Fellow Traveler; com Michael Capobianco; Julho de 1991. ISBN 0-553-29115-7
- Dark Sky Legion; Agosto de 1992. ISBN 0-553-29616-7
- Yellow Matter; Dezembro de 1993, sem ISBN
- When Heaven Fell; Março de 1995. ISBN 0-446-60166-7
- The Transmigration of Souls; Janeiro de 1996. ISBN 0-446-60167-5
- Acts of Conscience; Janeiro de 1997. ISBN 0-446-67251-3
- Alpha Centauri; com Michael Capobianco; Julho de 1997. ISBN 0-380-79282-6
- White Light; com Michael Capobianco; Outubro de 1998. ISBN 0-380-79516-7
- When We Were Real; Junho de 1999. ISBN 0-446-60706-1